# Ткачук, Вадим Юрьевич
Вадим Юрьевич Ткачук (род. 9 марта 1970, г. Судовая Вишня, Львовская область, Украина) — украинский спортсмен, обладатель Кубка мира 2000 года по современному пятиборью, лучший пятиборец мира 2000 года, участник двух Олимпиад (1996 Атланта и 2000 Сидней), 5-е место на Олимпийских играх в Сиднее
Трижды призёр чемпионатов Европы в командном зачёте: 1999 год — г. Джонков (Польша).
С 1994 по 2004 выступил на 9 чемпионатах мира за национальную сборную команду Украины по современному пятиборью.
Назван одним из самых знаменитых спортсменов Украинской армии на официальном сайте Министерства обороны Украины. Принимал участие в чемпионатах мира среди вооруженных сил.
С 1985 начал заниматься современным пятиборьем. 
С 1987 по 1992 выступал в составе сборной команды Советского Союза по современному пятиборью. 
В 1990 году выиграл «Дружбу». 
С 1992 по 2010 в составе сборной команды Украины по современному пятиборью. 
В 1994 впервые команда независимой Украины выступала на чемпионате мира в Великобритании (Шеффилд), в составе команды: Вадим Ткачук, Юрий Тимощенко, Олег Плаксин, Александр Рубан, Татьяна Нерода-Наказная. 
В 1995 на чемпионате мира в Швейцарии (Базель) занял 9 место. В 1997 году на чемпионате мира в Болгарии (София)